# Kaly Sène
Kaly Sène, né le 28 mai 2001 à Dakar au Sénégal, est un footballeur sénégalais évoluant au poste d'avant-centre ou ailier droit au FC Lausanne-Sport.

## Biographie

### Débuts professionnels
Né à Dakar au Sénégal, Kaly Sène est formé en Italie, à l'USD Vanchiglia puis à la Juventus Turin. Il est recruté par le FC Bâle le 20 août 2020, et se voit prêté le jour suivant à l'Omónia Nicosie pour une saison. Avec ce club, il découvre la coupe d'Europe et la Ligue des champions, jouant son premier match le 16 septembre 2020 contre l'Étoile rouge de Belgrade. Il entre en jeu en cours de partie lors de cette rencontre remportée par son équipe aux tirs au but.
En janvier 2021, Sène fait finalement son retour au FC Bâle.

### Grasshopper
Le 31 août 2021, dernier jour du mercato estival, Kaly Sène est prêté pour une saison au Grasshopper. Il joue son premier match le 23 septembre 2021, face au FC Lugano, en championnat. Il est titularisé et les deux équipes se neutralisent (1-1).
Le 26 septembre 2021, il se met en évidence en inscrivant son premier doublé en Super League, lors de la réception du FC Sion (victoire 3-1). Six jours plus tard, il récidive en marquant un nouveau doublé, à l'occasion de la réception du FC Saint-Gall (victoire 5-2). C'est à nouveau face au FC Saint-Gall que Kaly Sène se fait remarquer le 5 décembre 2021, en championnat. Cette fois, le jeune attaquant sénégalais inscrit trois buts et participe grandement à la victoire des siens (0-4 score final),.

### FC Lausanne-Sport
Le 23 juin 2023, Kaly Sène s'engage en faveur du FC Lausanne-Sport, tout juste promu en première division. Très peu utilisé par le FC Bâle au cours du précédent exercice, Sène quitte le club libre, étant en fin de contrat et signe un contrat de trois ans avec Lausanne, soit jusqu'en juin 2026.
Sène marque son premier but pour Lausanne le 13 août 2023, lors d'une rencontre de championnat face au FC Bâle. Titulaire, il ouvre le score au bout de six minutes de jeu, et contribue ainsi à la victoire de son équipe (1-2 score final).

## Statistiques
| Saison                | Club                      | Championnat           | Championnat | Championnat | Championnat | Coupe(s) nationale(s) | Coupe(s) nationale(s) | Coupe(s) nationale(s) | Compétition(s) continentale(s) | Compétition(s) continentale(s) | Compétition(s) continentale(s) | Compétition(s) continentale(s) | Total | Total | Total |
| Saison                | Club                      | Division              | M.          | B.          | P.d.        | M.                    | B.                    | P.d.                  | Comp.                          | M.                             | B.                             | P.d.                           | M.    | B.    | P.d.  |
| 2020-2021             | FC Bâle                   | Super League          | 5           | 0           | 0           | -                     | -                     | -                     | C3                             | -                              | -                              | -                              | 5     | 0     | 0     |
| 2021-2022             | FC Bâle                   | Super League          | 1           | 0           | 0           | 1                     | 1                     | 2                     | C4                             | 3                              | 0                              | 0                              | 5     | 1     | 2     |
| 2022-2023             | FC Bâle                   | Super League          | 5           | 0           | 1           | 1                     | 0                     | 0                     | C4                             | 3                              | 0                              | 0                              | 9     | 0     | 1     |
| Sous-total            | Sous-total                | Sous-total            | 11          | 0           | 1           | 2                     | 1                     | 2                     | -                              | 6                              | 0                              | 0                              | 19    | 1     | 3     |
| 2020-2021             | Omónia Nicosie (prêt)     | Cyta Championship     | 10          | 1           | 0           | -                     | -                     | -                     | C1+C3                          | 3+3                            | 0+0                            | 0+0                            | 16    | 1     | 0     |
| 2021-2022             | Grasshopper Zurich (prêt) | Super League          | 25          | 10          | 4           | -                     | -                     | -                     | -                              | -                              | -                              | -                              | 25    | 10    | 4     |
| 2023-2024             | FC Lausanne-Sport         | Super League          | 36          | 12          | 3           | 3                     | 0                     | 1                     | -                              | -                              | -                              | -                              | 39    | 12    | 4     |
| 2024-2025             | FC Lausanne-Sport         | Super League          | 35          | 7           | 5           | 4                     | 0                     | 0                     | -                              | -                              | -                              | -                              | 39    | 7     | 5     |
| 2025-2026             | FC Lausanne-Sport         | Super League          | 3           | 3           | 0           | -                     | -                     | -                     | C4                             | 4                              | 3                              | 0                              | 7     | 6     | 0     |
| Sous-total            | Sous-total                | Sous-total            | 74          | 22          | 8           | 7                     | 0                     | 2                     | -                              | 4                              | 3                              | 0                              | 85    | 25    | 10    |
| Total sur la carrière | Total sur la carrière     | Total sur la carrière | 120         | 33          | 13          | 9                     | 1                     | 3                     | -                              | 16                             | 3                              | 0                              | 145   | 37    | 16    |

## Palmarès

### En club

#### FC Bâle
- Vice-champion de Suisse en 2021 et 2022

#### Omónia Nicosie
- Champion de Chypre en 2021